# Chicago Story
Chicago (nota in Italia come Chicago Story) è una serie televisiva statunitense in 13 episodi trasmessi per la prima volta nel corso di una sola stagione nel 1982.
È una serie drammatica incentrata sulle vicende di alcuni avvocati, poliziotti e medici di Chicago.

## Personaggi e interpreti
- dottor Judith Bergstrom (13 episodi, 1982), interpretato da	Maud Adams.
- Lou Pellegrino (13 episodi, 1982), interpretato da	Vincent Baggetta.
- Megan Powers (13 episodi, 1982), interpretata da	Molly Cheek.
- Joe Gilland (13 episodi, 1982), interpretato da	Dennis Franz.
- detective Frank Wajorski (13 episodi, 1982), interpretato da	Daniel Hugh Kelly.
- detective O.Z. Tate (13 episodi, 1982), interpretato da	Richard Lawson.
- Kenneth A. Dutton (13 episodi, 1982), interpretato da	Craig T. Nelson.
- dottor Max Carson (13 episodi, 1982), interpretato da	Kristoffer Tabori.
- Infermiera (13 episodi, 1982), interpretata da	Cynthia Lea Clark.
- Anne (2 episodi, 1982), interpretata da	Connie Foster.
- Charley the Vendor (2 episodi, 1982), interpretato da	Donn C. Harper.
- Hoanh Anh (2 episodi, 1982), interpretata da	Nancy Kwan.
- tenente Roselli (episodi sconosciuti), interpretato da	John Mahoney.
- Carol (episodi sconosciuti), interpretata da	Jill Shellabarger.

## Produzione
La serie, ideata da Eric Bercovici, fu prodotta da Eric Bercovici Productions e MGM Television e girata  a Chicago. Le musiche furono composte da John Beal, James Di Pasquale e Stu Phillips.

### Registi
Tra i registi della serie sono accreditati:
- Corey Allen (2 episodi, 1982)
- Harvey S. Laidman (2 episodi, 1982)
- Jerry Thorpe (2 episodi, 1982)

## Distribuzione
La serie fu trasmessa negli Stati Uniti nel 1982 sulla rete televisiva NBC. In Italia è stata trasmessa su Canale 5 negli anni '90 con il titolo Chicago Story, mentre su Telecapri News (solo episodi 2-3, 13) nell'aprile 2009 e il 15 giugno 2015 e su Telecapri (episodi 4-12) dal 7 al 13 maggio 2009 con il solo titolo Chicago.
Alcune delle uscite internazionali sono state:
- negli Stati Uniti il 1º marzo 1982 (Chicago Story)
- in Spagna (Chicago)
- in Finlandia (Rikospaikka Chicago)
- in Italia (Chicago Story, Chicago)

## Episodi
| Stagione       | Episodi | Prima TV USA | Prima TV Italia |
| -------------- | ------- | ------------ | --------------- |
| Prima stagione | 13      | 1982         | anni 90-2015    |